# Paragoomba
Een Paragoomba is een personage dat voorkomt in de Mario-serie.

## Karakteromschrijving
Paragoomba is een Goomba met witte vleugels. Hij is vaak een vijand van Mario en zijn vrienden en een slaaf van Bowser. Paragoomba probeert Mario vaak aan te vallen met vliegen, maar soms ook springen. Als Mario op hem springt, raakt Paragoomba zijn vleugels kwijt en wordt hij weer een normale Goomba. Hij maakte zijn debuut in Super Mario Bros. 3, en kwam daarna nog voor in Super Mario World, Mario Superstar Baseball, New Super Mario Bros., Super Paper Mario, Mario Super Sluggers, New Super Mario Bros. Wii, Super Mario Galaxy 2, Super Mario 3D Land, New Super Mario Bros. 2 en New Super Mario Bros. U.